# Science Tower (Graz)
Der Science Tower ist ein Hochhaus in der Landeshauptstadt Graz im österreichischen Bundesland Steiermark. Er bildet das Herzstück der in Entstehung befindlichen Smart City nahe dem Hauptbahnhof. Das als neues urbanes Wahrzeichen beschriebene Bürogebäude verfügt über eine großflächige Energieglasfassade, deren Kerntechnologie die sogenannte Grätzel-Zelle ist.

## Baugeschichte
Das erste smarte Stadtviertel von Graz entsteht unter dem Namen My Smart City Graz teilweise auf dem Gelände der ehemaligen Waagner-Biro-Werke im Stadtbezirk Lend nordwestlich des Hauptbahnhofs. Der Spatenstich zum Science Tower unmittelbar nördlich der Helmut-List-Halle erfolgte am 5. Mai 2015 unter dem Bauherrn SFL Technologies. Das Konzept des Science Towers, eine Kompetenzzentrum/Musterhaus für die Entwicklung und Demonstration von nachhaltigen urbane Technologien wurde 2011 von Physiker Mario J. Müller und Architekt Markus Pernthaler geschaffen, der mit seinem Architekturbüro auch für die kreative Umsetzung verpflichtet wurde. Im Juni 2016 fand die Gleichenfeier statt, am 21. September 2017 wurde das Hochhaus im Beisein von Infrastrukturminister Jörg Leichtfried feierlich eröffnet. In Anlehnung an die moderne Energieglasfassade nannte der Politiker das Gebäude einen „Leuchtturm im wahrsten Sinne des Wortes“. Die Baukosten beliefen sich auf 16 Millionen Euro, ein Teil davon, EUR 1,144 Millionen wurde durch den Klima- und Energiefonds in Zusammenarbeit mit dem Bundesministerium für Verkehr, Innovation und Technologie gefördert.

## Beschreibung

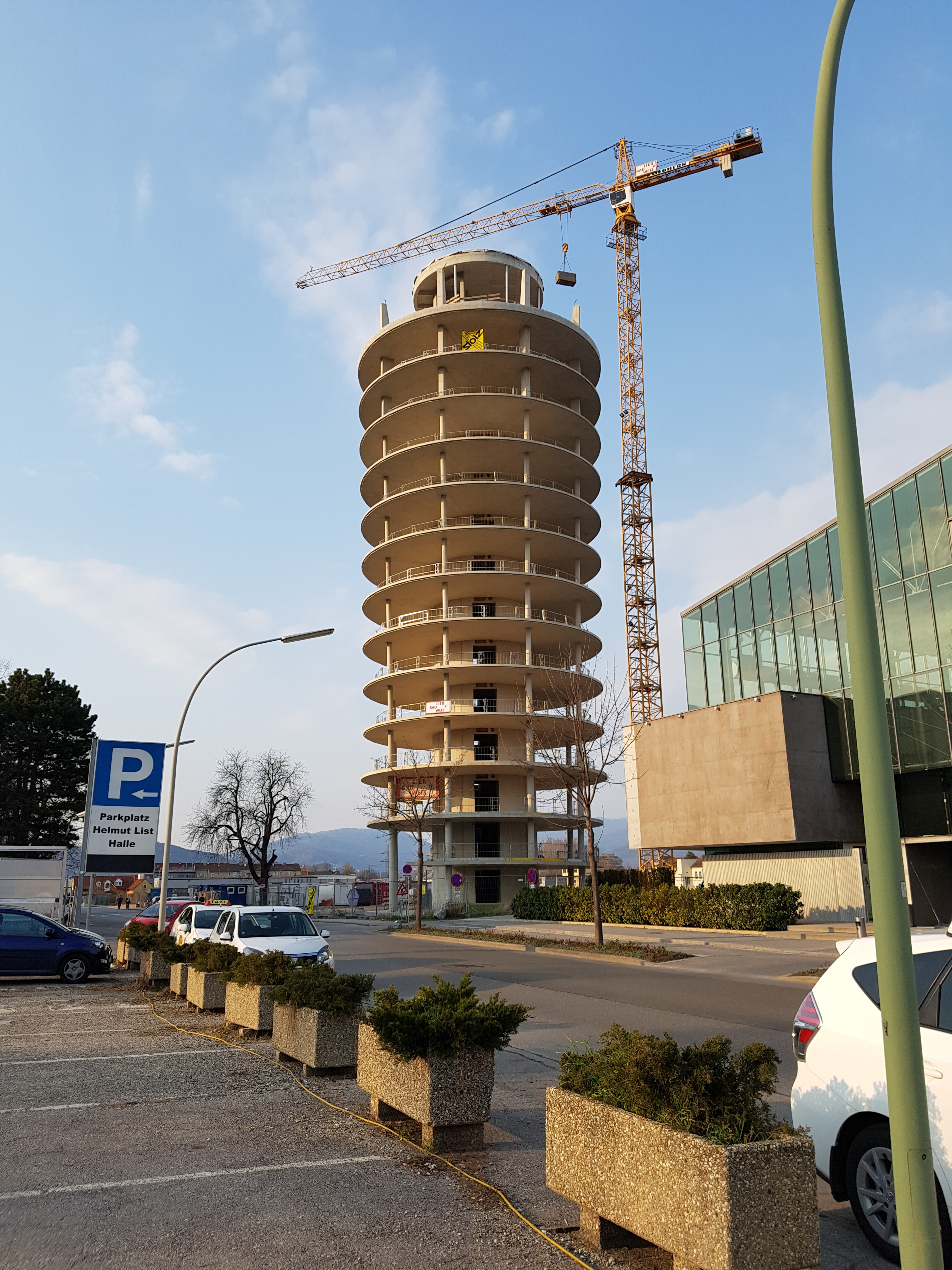
Grundgerüst im April 2016

Das Gebäude setzt sich aus einer doppelschaligen Fassade zusammen, die die Grundform eines auf der Spitze stehenden Kegelstumpfes ummantelt. Die Innenfassade besteht bis zum zweiten Obergeschoß aus einer Metall Pfosten-Riegel-Fassade, darüber aus vorgefertigten Elementfassaden mit integrierter Sommernachtskühlung. Die äußere Hülle besteht im obersten Drittel aus Energieglas, das bifacial Sonnenlicht in elektrische Energie umwandelt und in den unteren zwei Drittel aus gebogenen, chemisch vorgespannten Dünnglas mit niedrigem ökologischen Fußabdruck. Im Fassadenzwischenraum der doppelschaligen Fassade befindet sich von Etage 3 bis Etage 12 ein 360° automatisch umlaufender, sonnensynchroner Sonnenschutz mit integrierter 40kWp PV-Anlage. Auf diese Weise kann ein Großteil des Energiebedarfes des Science Towers gedeckt werden. Kernbestandteil ist die Grätzel-Zelle (dye-sensitized solar cell, DSC), die Sonnenlicht ganz ohne Silicium in elektrischen Strom umwandeln kann. Dieser Vorgang erfolgt mithilfe eines organischen Farbstoffes und wird daher gelegentlich als „künstliche Photosynthese“ beschrieben. Das in Form von Verbund-Sicherheitsglas veredelte Energieglas besteht aus zwei beschichteten, aneinander liegenden Glasscheiben, deren Zwischenraum mit einem farbigen Elektrolyt gefüllt ist. Dadurch wirkt das Glas farbig transparent und kann beidseitig verwendet werden. Die in der Lärchenholzfassade eingelassenen Fenster können mit perforierten Holztüren verschlossen werden und somit als Sonnen- und Wärmeschutz dienen. Darüber hinaus besteht ein fahrbarer Sonnenschutz mit integrierten Ultraleicht-Photovoltaikmodulen.
Eine klassische Hochtemperatur-Heizung fehlt im Science Tower, die Temperierung (Wärmezu- und Abfuhr) erfolgt über eine Geothermie-Anlage, die aus zwölf jeweils 200 Meter tiefen Erdwärmesonden sowie einer Wärmepumpe und der Einbindung des Sprinklerwasserbeckens mit 200 m³ als Wärmepuffer besteht. Im Sommer ermöglicht eine Bypass-Schaltung eine Klimatisierung ohne Zuhilfenahme von Wärmepumpen („Free Cooling“).

## Nutzung
Der Science Tower beherbergt bis zum zwölften Stockwerk (45 Meter Höhe) Büro- und Laborflächen verschiedener Unternehmen, die sich mit umwelttechnologischen Themen befassen. Zu den Mietern gehören unter anderem die steirische Forschungseinrichtung Joanneum Research, die Technische Universität Graz und die Grazer Außenstelle der Europäischen Weltraumorganisation (ESA). Die ansässigen Institutionen bilden einen wissenschaftlichen Cluster mit umliegenden Unternehmen und Universitäten. Das Hochhaus selbst dient außerdem aufgrund seiner weitgehenden Energieautarkie als Reallabor auf dem Gebiet neuer Gebäudetechnologien.
Im Oktober 2017 wurde im Science Tower Österreichs 30-jährige Mitgliedschaft in der ESA feierlich begangen. Im April 2018 öffnete das Gebäude im Rahmen der Langen Nacht der Forschung seine Pforten erstmals für die Öffentlichkeit, im November desselben Jahres fand anlässlich der österreichischen EU-Ratspräsidentschaft eine Pressekonferenz mit ESA-Generaldirektor Johann-Dietrich Wörner statt. Im April 2019 wurde ein von Joanneum Research betreuter Dachgarten als Roof-Top-Farming im Ausmaß von 300 m² eröffnet.